# Mikołaj Kwinichidze

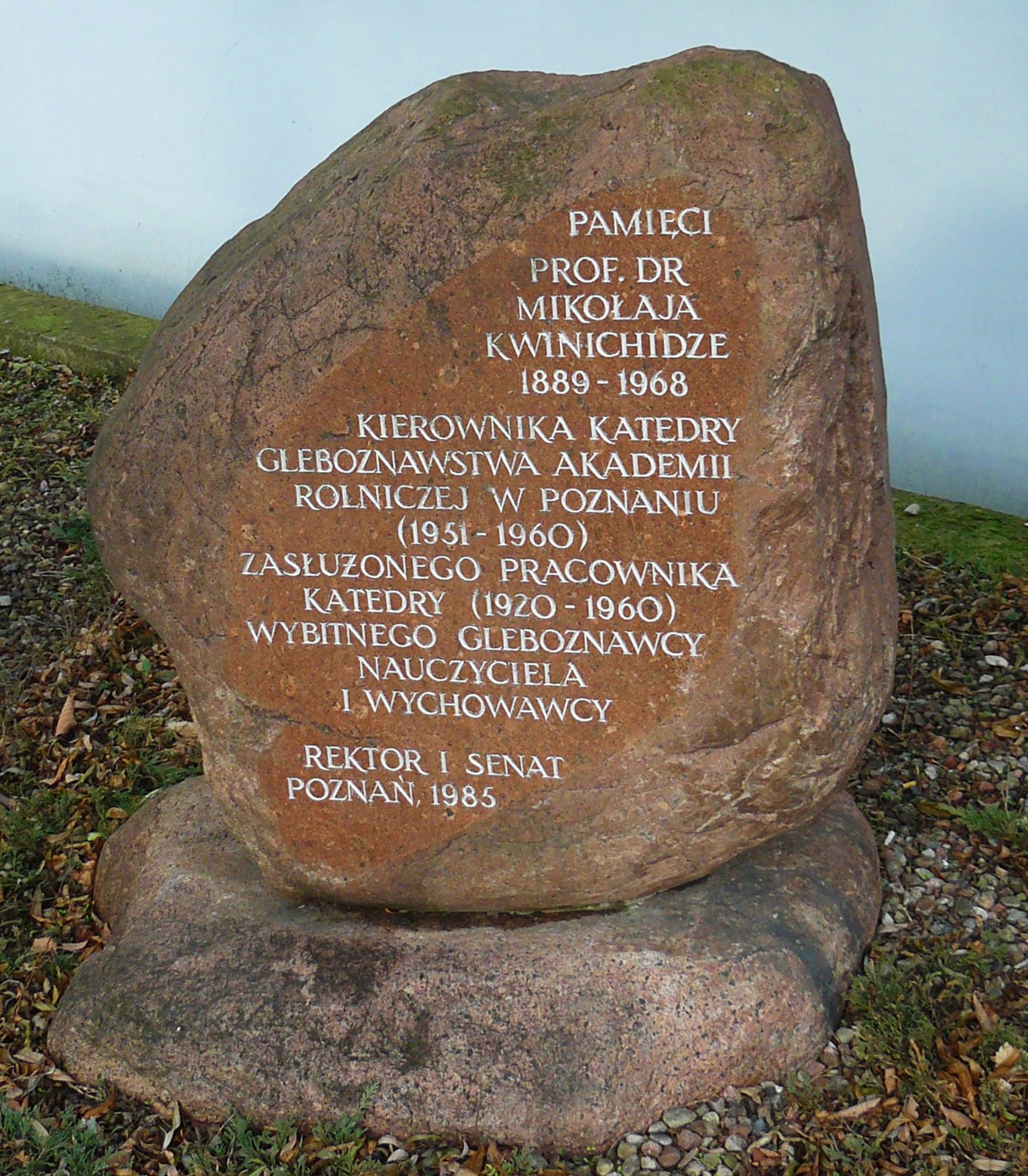
Głaz pamiątkowy z 1985 przy ul. Szydłowskiej na Boninie w Poznaniu

Mikołaj Kwinichidze (ur. 12 stycznia?/24 stycznia 1889 w Witebsku, zm. 1968) – polski gleboznawca, profesor zwyczajny.

## Życiorys
Urodził się w niezamożnej rodzinie oficera armii rosyjskiej. Uczył się w gimnazjum filologicznym w Witebsku, a potem w Kijowie, gdzie w 1908 zdał maturę i od razu zaczął studiować na Wydziale Matematyczno-Przyrodniczym Uniwersytetu Kijowskiego. Usunięto go z tej uczelni za udział w demonstracjach studenckich w 1910. Został też skazany na 3 lata zesłania do Guberni Wołogodzkiej. Po powrocie, w 1913 znów rozpoczął studia, tym razem w Państwowym Instytucie Handlowym w Kijowie. Przerwał mu je wybuch I wojny światowej. W 1914 zmobilizowano go do armii carskiej. W początku roku 1920 został internowany w Polsce wraz z jednostkami Denikina. Krótko pracował w majątkach rolnych na terenie Wielkopolski oraz w cegielni pod Poznaniem. W 1920 został zatrudniony przez profesora Feliksa Terlikowskiego w Katedrze Gleboznawstwa Uniwersytetu Poznańskiego jako laborant kontraktowy.
W 1926 ukończył studia na Wydziale Rolniczo-Leśnym Uniwersytetu Poznańskiego i został inżynierem rolnictwa. Doktoryzował się w 1933 (praca Czysty i mieszany siew układów: groch, owies i łubin jako czynniki zużytkowania nawozów fosforowych). Prowadził badania na temat żywienia roślin oraz gleboznawstwa terenowego, w tym klasyfikacji gleb uprawnych i leśnych rozwijających się na osadach lodowcowych. Od 1935 prowadził na Wydziale Rolniczo-Leśnym UP wykłady z zakresu gleboznawstwa terenowego oraz metodyki doświadczeń wegetacyjnych.
Po zakończeniu działań II wojny światowej organizował Katedrę Gleboznawstwa w Poznaniu (zrujnowaną przez okupanta niemieckiego). Habilitował się w 1951, a w 1952 został kierownikiem Katedry Gleboznawstwa. Zaangażował się w prace kartograficzne nad mapą gleb Polski. Realizował idee prof. Feliksa Terlikowskiego na temat pojmowania gleby jako złożonego układu abiotycznego i biotycznego, zmieniającego się nieustannie wskutek działania czynników glebotwórczych. Podkreślał dominującą rolę roślinności w tworzeniu gleb. Od 1955 rozwinął szerokie badania w kierunku opracowania klasyfikacji gleb hydromorficznych. Podjął też wszechstronne badania nad próchnicą. W 1954 otrzymał nominację na profesora nadzwyczajnego, a w 1959 na profesora zwyczajnego. Od tego czasu stał na czele formującej się poznańskiej przyrodniczej szkoły gleboznawczej. We wrześniu 1960 przeszedł na emeryturę i zamieszkał na stałe w Szczecinie, pozostając jednak w kontakcie z poznańskim środowiskiem gleboznawczym i kontynuując rozpoczęte badania.

## Osiągnięcia
Wypromował dziesięciu doktorów, z których siedmiu broniło rozpraw z zakresu gleboznawstwa leśnego. Był współzałożycielem Polskiego Towarzystwa Gleboznawczego, jego wiceprezesem i prezesem honorowym, jak również wieloletnim przewodniczącym Oddziału Poznańsko-Bydgoskiego tej organizacji. W 1961 został odznaczony Złotą Odznaką Polskiego Towarzystwa Gleboznawczego. Szczególne duże zasługi położył w Komisji Genezy, Klasyfikacji i Kartografii Gleb w zakresie klasyfikacji i nomenklatury gleb w różnych skalach oraz ujednolicenia metod oznaczania uziarnienia gleb, metod opisu profilu glebowego oraz pobierania próbek glebowych, opracowania kryteriów podmokłości gleb oraz systematyki gleb Polski. Z jego inicjatywy powstała pierwsza polska klasyfikacja gleb leśnych, ogólne klasyfikacje gleb do map w różnych skalach, genetyczna klasyfikacja gleb uprawnych, jak również klasyfikacja gleb hydromorficznych. Był członkiem Międzynarodowego Towarzystwa Gleboznawczego i Międzynarodowego Towarzystwa Botanicznego.